# Nolina humilis
Espèce
Synonymes
- Beaucarnea humilis (S.Watson) Baker[1]
- Beaucarnea watsonii Baker[1]
- Nolina watsonii (Baker) Hemsl.[1]

Nolina humilis est une espèce végétale de la famille des Asparagaceae. Elle pousse au Mexique.